# Crispin Sorhaindo
Crispin Sorhaindo (ur. 23 maja 1931, zm. 10 stycznia 2010) – polityk państwa Dominika. W latach 1950–1973 pełnił różne funkcje w sektorze publicznym. W 1966 uczestniczył w konferencji w Londynie, która przyznawała Dominice wewnętrzną autonomię w ramach Imperium Brytyjskiego.  W latach 1973–1988 pracował w Karaibskim Banku Rozwoju na Barbadosie, dochodząc do funkcji wiceprezydenta. Podejmował liczne inicjatywy w celu integracji gospodarczej regionu karaibskiego. W latach 1989–1993 pełnił funkcję przewodniczącego Zgromadzenia Narodowego Dominiki a w latach 1993-1998 prezydenta Dominiki. Zmarł po długiej walce z rakiem.